# Televisie in de Verenigde Staten
Televisie in de Verenigde Staten is anders georganiseerd dan in de meeste andere landen.
In tegenstelling tot bijvoorbeeld Europa hebben de Verenigde Staten nooit een nationale omroeporganisatie gehad. Vanaf het begin werden radio en televisie uitgezonden door particuliere radio- en televisiestations. Omdat het in het zakelijk belang was van de radio- en televisiestations om samen te werken wat programmering betreft, werden in 1948 de omroepnetwerken ABC, CBS en NBC opgericht. Het doel van de netwerken was om programma's te leveren aan de onafhankelijke radio- en televisiestations, die lid waren van het netwerk.
In de zestiger jaren werden kabelnetwerken aangelegd, om de ontvangst van televisiestations te verbeteren in gebieden waar het zendersignaal niet goed door kon dringen. Later werden deze kabelsystemen ook gebruikt voor programma's die niet "uit de lucht" konden worden ontvangen. Dit legde de basis voor de kabeltelevisienetwerken in Amerika.
Tegenwoordig spelen de volgende groepen van bedrijven een belangrijke rol in de Amerikaanse televisie:

## Televisiestations
In 2001 waren er ongeveer 1500 televisiestations verspreid over de Verenigde Staten. De televisiestations zijn  particuliere bedrijven, die soms deel zijn van een groter mediaconglomeraat. Het zijn de enige organisaties, die vergunning hebben van de Federal Communications Commission (FCC) om een zendstation in bedrijf te hebben. In grote steden zijn er meestal 5 tot 7 televisiestations.
De commerciële televisiestations verkrijgen hun inkomsten uitsluitend van televisiereclame; de kijkers betalen de televisiestations niet voor het kijken naar de uitzendingen. Niet-commerciële televisiestations (Public Television) zijn non-profit organisaties, die worden gefinancierd door bijdragen van leden, sponsors en soms door de betrokken staat, maar ook door bijdragen van de landelijke Public Broadcasting Service (PBS), die gedeeltelijk gefinancierd worden door de federale regering via de Corporation for Public Broadcasting.
Behalve lokale programma's, zoals lokale nieuwsprogramma's, maken de televisiestations over het algemeen niet hun eigen programma's. Ze betrekken deze programma's van een televisienetwerk (zie beneden).

## Kabelmaatschappijen
De kabelmaatschappijen ("cable companies") zijn de bedrijven die eigenaar zijn van een kabelnetwerk, dat de consumenten tegen betaling door middel van een kabelaansluiting toegang aanbiedt tot een groot aantal televisiekanalen. Voor sommige kanalen, bijvoorbeeld Home Box Office moet extra betaald worden (Premium Channels). In 2001 waren er ongeveer 60 kabelmaatschappijen, waarvan de grootsten zijn Comcast Communications, Time Warner Cable, Charter Communications en Cox Communications.
Over het algemeen maken de kabelmaatschappijen niet hun eigen programma's, maar verkrijgen deze programma's van de televisienetwerken (zie beneden). Ook leveren ze kanalen met programma's van lokale televisiestations. Vaak zijn er conflicten met de lokale televisiestations over de betaling voor dit gebruik.
De kabelmaatschappijen verkrijgen hun inkomsten van de betalingen door hun abonnees, maar ook door het delen van reclame-inkomsten met de televisienetwerken (zie beneden). In de laatste jaren leveren de kabelmaatschappijen niet alleen televisiekanalen, maar ook breedband internetverbindingen en telefoniediensten.

## Satelliettelevisiebedrijven
Satelliettelevisiebedrijven zijn gebaseerd op hetzelfde businessmodel als de kabelmaatschappijen, alleen worden de televisiekanalen niet via een kabel, maar direct van een satelliet naar een kleine schotelantenne aan de consument geleverd. Dit maakt het moeilijk om lokale kanalen toe te voegen, waardoor consumenten een tweede antenne nodig hebben om het plaatselijke nieuws te bekijken.  Omdat satelliettelevisie niet anders is dan "kabel over satelliet" wordt het verder niet apart beschreven.

## Televisienetwerken
Televisienetwerken leveren de programma's voor televisiestations, kabelmaatschappijen, en satelliettelevisiebedrijven. Een televisienetwerk is een begrip dat vooral voorkomt in landen als de Verenigde Staten, Canada, en Australië. Voorbeelden zijn de Amerikaanse ABC, CBS en NBC, het Canadese CBC, en het Australische ABC Television. Netwerken voorzien in een behoefte aan programma's die grotendeels hetzelfde zijn voor een heel land, en deels toegespitst op een regio, zoals nieuwsprogramma's en weerberichten. Sommige netwerken beheren zelf een groot aantal stations; andere werken met geassocieerde stations, of met beide typen stations.
Sommige televisienetwerken leveren programma's aan televisiestations (met name ABC - American Broadcasting Company, CBS - Columbia Broadcasting Systeem, NBC - National Broadcasting Company, FOX - Fox Broadcasting Company, the WB - the Warner Bros. television network en UPN - United Paramount Network). De geassocieerde stations combineren de programma's met hun eigen programma's (bijvoorbeeld lokaal nieuws).
Andere televisienetwerken leveren complete geprogrammeerde kanalen aan de kabelmaatschappijen. Deze netwerken worden soms kabeltelevisienetwerken (cable TV-networks) genoemd. Voorbeelden van kabeltelevisienetwerken zijn CNN, MSNBC, Fox News Channel, ESPN, Home Box Office en vele anderen.
De televisienetwerken verkrijgen hun inkomsten van betaling door de televisiestations en kabelmaatschappijen voor de geleverde programma's, en ook van televisiereclame gericht op het gehele gebied van de Verenigde Staten (de televisiestations verzorgen de lokale reclame).
Televisienetwerken hebben dus over het algemeen niet hun eigen zendstations of kabelnetwerken, ze verzorgen alleen de programmering. Uitzonderingen op deze regel zijn dat ABC, CBS en NBC eigenaar zijn van televisiestations in New York en Los Angeles, en de Fox Entertainment Group is de eigenaar van een aantal televisiestations verspreid over het land, maar deze televisiestations gedragen zich als hierboven beschreven.